# Dragon Player
Dragon Player はKDEデスクトップ環境向けのシンプルなメディアプレーヤーである。K Desktop Environment 3 (KDE 3) 向けのビデオプレーヤーCodeineを改名して開発が続けられているものであり、元々Max Howellによって作られて開発され、現在KDE Software Compilation 4 (KDE 4) 向けに新しい名前のもとでIan Monroeによって開発されている。複数のマルチメディアフレームワークのどれとも接続できるマルチメディアAPIであるPhononをDragon Playerが使っているので、特定の接続されたマルチメディアフレームワークがサポートするものすべてを再生できる。Dragon PlayerはKDE 4バージョンのKubuntu 8.04における標準のビデオプレーヤーである。

## 特徴
- シンプルなインタフェース
- ビデオの再開
- 字幕のサポート
- ビデオ表示の設定（明るさやコントラストなど）
- SolidとPhononを利用しているため、Dragon Playerはどのマルチメディアフレームワークやハードウェア抽象化レイヤとも独立している。
- CDやDVDの再生のサポート[3]